# Слобожанщина (еврорегион)
Еврорегион «Слобожанщина»  — еврорегион на северо-востоке Украины и юго-западе России, созданный 7 ноября 2003 года как форма международной интеграции, основанная на тесном сотрудничестве территориальных образований, расположенных в приграничных районах соседствующих государств Европы.
Создан в Харькове руководителями органов исполнительной власти и местного самоуправления Харьковской и Белгородской областей Украины и Российской Федерации соответственно как высшая форма приграничного сотрудничества с целью гармонизации взаимодействия сторон для реализации основных социально-экономических функций пограничья, устранения излишних барьеров для контактов населения, привлечения инноваций и инвестиций для стабилизации и роста экономики, активизации межрегионального экономического сотрудничества. Территориально охватывает Белгородскую область Российской Федерации и Харьковскую область Украины. На территории еврорегиона проживает 4,3 млн человек.
Идея создания первого украинско-российского еврорегиона «Слобожанщина» впервые высказана и обоснована в 1997 году учеными Харьковского государственного университета (ХГУ) А. П. Голиковым и П. А. Черномазом в статье «Еврорегион „Слобожанщина“ как форма трансграничного сотрудничества сопредельных областей Украины и России» в журнале «Регион: Проблемы и перспективы». По инициативе ученых ХГУ создание еврорегиона «Слобожанщина» было внесено в мероприятия Региональной комплексной программы социально-экономического развития Харьковской области до 2010 года, утверждённой 20 августа 1999 года решением сессии Харьковского областного совета.
В результате первыми активность в украинско-российском трансграничном сотрудничестве проявили администрации Харьковской и Белгородской областей. 22 марта 2002 года они обратились к президентам Украины и России с просьбой дать соответствующие поручения правительствам относительно активизации двусторонних консультаций между Министерствами иностранных дел обеих стран, целью которых было бы подписание «Соглашения об упрощении таможенного и пограничного режимов для обеспечения первоочередных потребностей жителей приграничных районов Харьковской и Белгородской областей». Осуществилась эта инициатива 21 апреля 2006 года в Москве, где было подписано соответствующее межправительственное соглашение, касавшееся приграничных районов всего украинско-российского пограничья. В её развитие 18 октября 2011 года в Донецке в ходе Второго российско-украинского межрегионального экономического форума подписано новое «Соглашение между Правительством Российской Федерации и Кабинетом Министров Украины о порядке пересечения российско-украинской государственной границы жителями приграничных регионов Российской Федерации и Украины». Оно предусматривает распространение упрощённого режима пересечения российско-украинской государственной границы на жителей приграничных регионов, в частности, Белгородской и Харьковской областей в целом, то есть жителей всего еврорегиона «Слобожанщина», а не только приграничных районов. 22 февраля 2012 года Верховная Рада Украины приняла Закон «О ратификации Соглашения между Кабинетом Министров Украины и Правительством Российской Федерации о порядке пересечения украинско-российской государственной границы жителями пограничных регионов Украины и Российской Федерации». С российской стороны соглашение вступает в силу без ратификации.
Согласно уставу еврорегиона «Слобожанщина», его руководящим органом является Совет еврорегиона «Слобожанщина», тем не менее реально вопросы сотрудничества долгое время решались в ходе двусторонних встреч руководителей Харьковской и Белгородской областей. 13 сентября 2011 года в Харькове состоялось первое заседание Совета еврорегиона «Слобожанщина».
Совет Еврорегиона «Слобожанщина».
От Харьковской области (Украина):
- Добкин Михаил Маркович — председатель Харьковской областной государственной администрации, сопредседатель Совета Еврорегиона
- Сапронов Юрий Анатольевич — заместитель председателя областной государственной администрации, заместитель председателя Совета Еврорегиона
- Педешко Анатолий Иванович -начальник Главного управления внешнеэкономических связей и международных отношений Харьковской областной государственной администрации
- Криничанский Владимир Иванович — председатель Великобурлуцкой районной государственной администрации
- Панов Виталий Владимирович — председатель Волчанской районной государственной администрации
- Радьков Сергей Николаевич — председатель Двуречанской районной государственной администрации
- Кацуба Владимир Михайлович — председатель Дергачёвской районной государственной администрации
- Горишний Игорь Иванович — председатель Золочевской районной государственной администрации
- Збукарь Виталий Павлович — председатель Харьковской районной государственной администрации

От Белгородской области (Российская Федерация):
- Савченко Евгений Степанович — губернатор Белгородской области, сопредседатель Совета Еврорегиона
- Левченко Александр Александрович — начальник департамента экономического развития Белгородской области — заместитель председателя правительства области
- Литвинов Сергей Александрович — первый заместитель руководителя Администрации губернатора области — секретарь Совета безопасности области
- Алейник Станислав Николаевич — глава муниципального района «Шебекинский район»
- Головин Александр Иванович — глава муниципального района «Грайворонский район»
- Давыдов Николай Иванович — глава муниципального района «Борисовский район»
- Посохов Иван Михайлович — глава администрации муниципального района «город Валуйки и Валуйский район»
- Шенцев Алексей Михайлович — глава администрации муниципального района «Волоконовский район»

В 2004 году еврорегион «Слобожанщина» принят в Ассоциацию европейских приграничных регионов (англ. Association of European Border Regions, AEBR) в качестве наблюдателя, в 2009 году — в качестве полноправного члена.
Площадь еврорегиона «Слобожанщина» составляет 58,5 тыс. км², в нем проживает 4,3 млн человек. Плотность населения — 72,1 чел./км², а это свидетельствует о том, что он является одним из наиболее густонаселенных среди украинско-российских еврорегионов. Важными признаками еврорегиона «Слобожанщина» являются пространственная компактность и высокий потенциал развития за счет социально-экономической взаимодополняемости смежных территорий Белгородской и Харьковской областей.
В современных границах Белгородская область образована 6 января 1954 г. за счет части территорий Воронежской и Курской областей. Её площадь составляет 27,1 тыс. км², в пределах которой проживает 1530,1 тыс. человек. Область занимает по территории 71 место, по численности населения — 35 место среди субъектов Федерации России. В городских поселениях проживает 66,5 % населения области. В административном отношении делится на 21 район, 6 городов областного подчинения, 3 города районного подчинения, 21 поселок городского типа и 1592 сельских населенных пункта. Протяженность границы с Украиной составляет 540 км, основная часть которой приходится на Харьковскую область.
Белгородская область лидирует в российских региональных реформах. Важной особенностью её территориальной структуры является биполярное развитие, поскольку кроме промышленно развитого областного центра, на севере области в крупном промышленном узле Старый Оскол — Губкин сосредоточены основная добыча железной руды Курской магнитной аномалии и производство черных металлов.
Харьковская область в современных границах существует с 27 февраля 1932 г., имеет территорию 31,4 тыс.  км² с населением 2769,1 тыс. человек (соответственно 4-е и 3-е места среди регионов Украины). В городских поселениях проживает 80 % населения области. В административном отношении делится на 27 районов, 7 городов областного подчинения, 10 городов районного подчинения, 61 поселок городского типа и 1683 сельских населенных пункта. Харьков является крупным промышленным и научно-образовательным центром страны.
Железнодорожное сообщение на Харьковско-Белгородском участке осуществляется через основную международную железнодорожную магистраль с пунктом пропуска Долбино — Казачья Лопань (обеспечивает пропуск 20 пассажирских поездов в день), расположенным между Белгородом и Харьковом, а также пункты пропуска Нежеголь — Волчанск, Головчино — Одноробовка и Валуйки — Тополи. Автомобильный переход международного значения с пунктом пропуска Нехотеевка — Гоптовка и межгосударственные переходы с пунктами Шебекино — Плетневка и Грайворон — Александровка обслуживают основные автомобильные потоки между двумя регионами.
Ключевой элемент территориальной структуры еврорегиона охватывает наиболее густонаселенную территорию с высокоразвитой инфраструктурой. В пределах этой зоны расположены областные центры Харьков и Белгород, районные центры — Шебекино, Старый Оскол, Губкин, Короча (Россия) и Волчанск, Дергачи, Чугуев (Украина). Здесь сосредоточен основной промышленный и научно-технический потенциал еврорегиона.
Выделено пять стратегически важных задач украинско-российского трансграничного сотрудничества, требующих совместного решения в рамках еврорегиона «Слобожанщина».
- Активизация трансграничной научной, производственной кооперации и торговли путём снятия излишних пограничных и таможенных барьеров.
- Улучшение транспортной и логистической инфраструктуры еврорегиона для эффективного использования его транзитного положения. Она предполагает снижение загруженности трансграничной магистрали Харьков-Белгород путём создания обходных транспортных маршрутов, строительство логистических терминалов и т. п.
- Выработка согласованной экологической политики. Эта работа уже начата реализацией проектов оздоровления бассейна Северского Донца и реки Лопани.
- Преодоление социальной асимметрии пограничья, отражающейся прежде всего на рынке труда. Возникшие несоответствия в уровне оплаты труда и социальной защиты в пользу российских регионов ведут сегодня к одностороннему потоку трудовой миграции в сторону России. Это требует выработки согласованной политики на общем рынке труда.
- Создание региональной маркетинговой информационной системы еврорегиона «Слобожанщина»[14] с целью привлечения инвестиций в проекты путём применения маркетинговых инструментов для повышения известности и улучшения имиджа его территории, ориентации региональной политики на реальные потребности рынков и возможности их предоставления еврорегионом.

Одним из значимых достижений еврорегиона стало подписание 29 июня 2011 г. в Москве, в рамках проведения Дней Украины, учредительных документов украинско-российского технопарка «Слобожанщина». Учредителями технопарка с украинской стороны стали: ХНУ имени В. Н. Каразина, Харьковский национальный университет радиоэлектроники, Научный парк «ФЭД». С российской стороны учредителем выступил Белгородский государственный национальный исследовательский университет. В ближайшие планы совместного технопарка входит развёртывание бизнес-инкубатора «Колыбель гениев» и создание Центра коллективного доступа к высокотехнологичному оборудованию «Внедрение». Деятельность украинско-российского технопарка «Слобожанщина» будет направлена на трансфер технологий в следующих сферах: авиация, станкостроение, инновационная мехатроника; новые материалы и нанотехнологии; информационно-коммуникационные технологии; биотехнологии, биомедицина и фармация; ядерные технологии в энергетике и охране здоровья; энергосбережение и новые технологии производства энергии; приборостроение; новые технологии в агропромышленном комплексе.
Сейчас судьба региона неизвестна.

## Трансграничная агломерация Харьков-Белгород

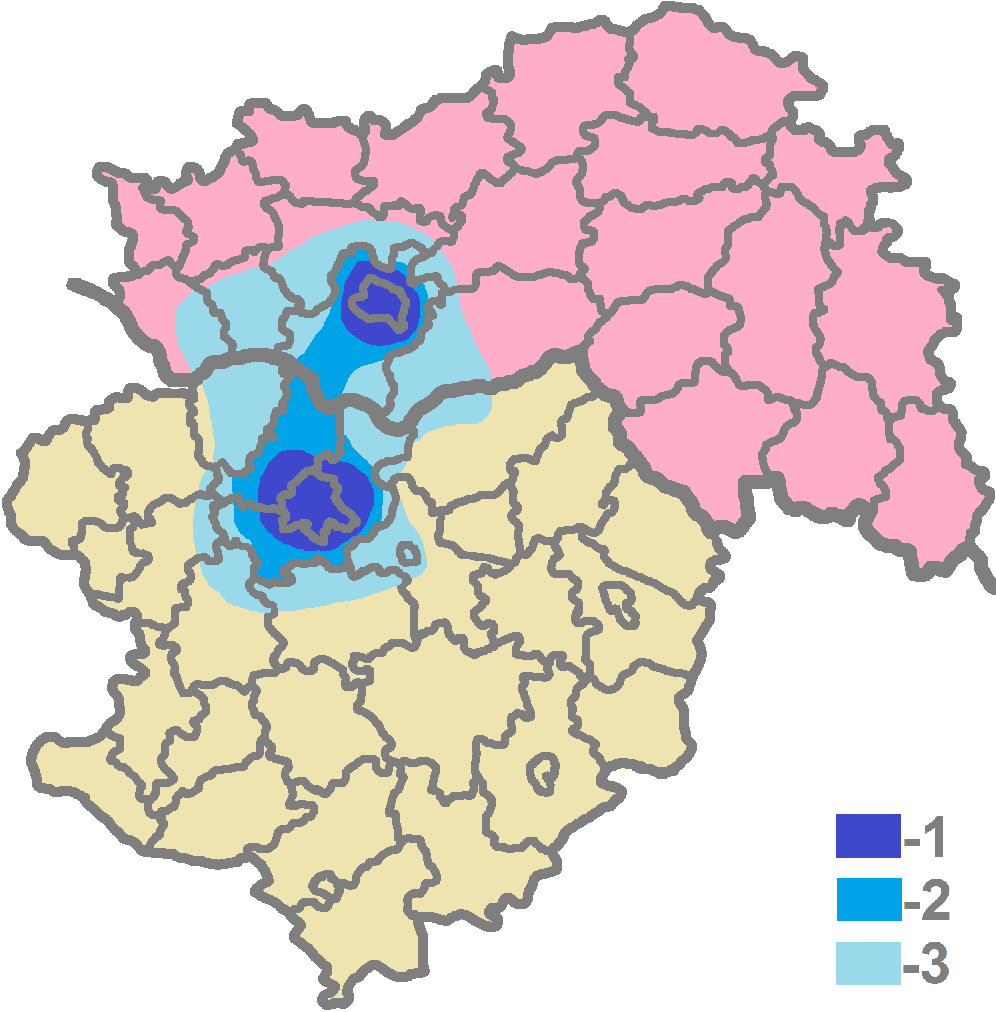
Схема Харьковско-Белгородской городской агломерации в составе еврорегиона «Слобожанщина».1 — зона первого порядка2 — зона второго порядка3 — зона третьего порядка

Центральная часть Харьковской агломерации с севера смежна с государственной границей, за которой располагается Белгородская область Российской Федерации. В ряде источников рассматривались перспективы формирования трансграничной агломерации Харьков-Белгород в рамках еврорегиона «Слобожанщина», эти перспективы обсуждались на официальном уровне главами соответствующих регионов Украины и России, одним из направлений её формирования предполагалось создание технопарка «Слобожанщина».